# TV2 (norweska stacja telewizyjna)
TV 2 – największa komercyjna stacja telewizyjna w Norwegii, powstała 5 września 1992 roku i jest własnością TV 2 Group. TV 2 rozpoczął nadawanie testowe 13 listopada 1991 roku, a rok 5 września 1992 został oficjalnie uruchomiony roku, stając się pierwszym komercyjnym kanałem telewizyjnym w Norwegii. Od 2012 roku TV 2 należy do jednego z jego współzałożycieli, duńskiej firmy medialnej Egmont Group.
Znaczną większość zagranicznych produkcji emituje z norweskimi napisami (z wyjątkiem produkcji dla dzieci). Jest pełnoprawnym członkiem Europejskiej Unii Nadawców.

## Logo
Aktualne logo przedstawia stylizowaną dwójkę, złożoną z pasków koloru kolejno czerwonego, niebieskiego (na górze), zielonego (środek) i żółtego (podstawa).